# 常葉学園富士短期大学
常葉学園富士短期大学（とこはがくえんふじたんきだいがく、英語: Tokoha Gakuen Fuji Junior College）は、静岡県富士市大渕325に本部を置いていた日本の私立大学である。1990年に設置され、2001年に廃止された。大学の略称は常葉富士ジュニアカレッジ。

## 概要

### 大学全体
- 静岡県富士市に所在した日本の私立短期大学で、設置主体は学校法人常葉学園。
- 学科数2、男女共学、入学総定員300名体制で、1990年に開学[2]。
- 1999年度の入学生を最後に[注釈 1]、2001年に短期大学としての使命を終える[5]。

### 建学の精神（校訓・理念・学是）
- 常葉学園短期大学を参照。

### 教育および研究
- 常葉学園富士短期大学に設置されていた学科の一つである国際教養科は、日本および外国の歴史・政治・経済・文化などを[6]、商学科では、商学・会計・流通・情報などに関する科目[7]がそれぞれ置かれていた。
- 一般教育科目として「韓国の生活と文化」といった科目が置かれていた。

### 学風および特色
- 常葉学園富士短期大学は豊かな国際的見識や経済的知識を実社会で活用できる創造性の富んだ人材育成が目的とされていた。

## 沿革
- 1987年 短期大学の立地を決定させる[8]。
- 1988年
  - 6月 短期大学の設置認可に関する申請手続きを行う[9]
- 1989年
  - 12月22日 左記を以て文部省[注 2]より短期大学の設置が認可される[10]。
- 1990年
  - 4月1日 常葉学園富士短期大学が以下の学科体制にて開学する[11]。
    - 商学科 入学定員150名
    - 国際教養科 入学定員150名
- 1999年
  - 4月1日 この年度をもって学生募集を終了とする[注釈 1]。
- 2001年
  - 10月30日 左記を以て正式に廃止[5]。

## 基礎データ

### 所在地
- 静岡県富士市大渕325

### 象徴
- 常葉学園富士短期大学のカレッジマークは常葉学園のシンボルでもある葉っぱの形をモチーフとしてその中央に「T」の文字が記されたものとなっていた[1]。

### 年度別学生数

#### 通学課程
- 1954年度についてはその年度（月日は不詳だが、1955年3月以前のデータ）、1958年度以降の学生数はその該当年度の5月1日時点でのデータである。

| -        | 商学科      | 国際教養科 | 出典   |
| -------- | ----------- | ---------- | ------ |
| 入学定員 | 150         | 150        | -      |
| 総定員   | 300         | 300        | -      |
| 1990年   | 男9 女121   | 男3 女123  | [ 12 ] |
| 1991年   | 男19 女280  | 男5 女265  | [ 13 ] |
| 1992年   | 男21 女337  | 男6 女298  | [ 14 ] |
| 1993年   | 男18 女366  | 男17 女338 | [ 15 ] |
| 1994年   | 男25 女363  | 男27 女350 | [ 16 ] |
| 1995年   | 男39 女334  | 男52 女275 | [ 17 ] |
| 1996年   | 男50 女311  | 男87 女215 | [ 18 ] |
| 1997年   | 男74 女272  | 男82 女157 | [ 19 ] |
| 1998年   | 男96 女215  | 男73 女105 | [ 20 ] |
| 1999年   | 男139 女189 | 男79 女115 | [ 21 ] |

## 教育および研究

### 組織

#### 学科
- 商学科 入学定員150
- 国際教養科 入学定員150

#### 専攻科
- なし

#### 別科
- なし

#### 取得資格について
- 秘書士
  - 商学科
  - 国際教養科
- 情報処理士
  - 商学科

## 学生生活

### 学園祭
- 常葉学園富士短期大学の学園祭は「Evergreen Festival」と呼ばれ、かつてはタレントの早坂好恵が訪問したことがある[22]。

## 大学関係者と組織

### 大学関係者一覧
歴代学長
- 徳山明

## 施設

### キャンパス
- キャンパスは、現在の富士常葉大学にあり、晴天時にはキャンパスから富士山が一望できる場所にあった[23]。

### 学生食堂
- 常葉学園富士短期大学の学生食堂（学食）は、円形の建物のなかにあった[24]。

### 寮
- なし

## 対外関係

### 他大学との協定

#### アメリカ
- デンバー大学
- カリフォルニア州立ミラコスタ大学

#### 韓国
- 長安専門大学

### 系列校
- 常葉学園大学
- 浜松大学
- 常葉学園短期大学
- 常葉学園中学校・高等学校
- 常葉学園菊川中学校・高等学校
- 常葉学園橘中学校・高等学校

## 卒業後の進路について

### 編入学・進学実績
- 商学科：東北福祉大学・産業能率大学・明星大学・高岡法科大学・静岡産業大学・東海学園大学・立命館大学・東和大学ほか。
- 国際教養科：図書館情報大学・つくば国際大学・常葉学園大学・浜松大学・愛知淑徳大学・京都橘大学ほか。